# Neophaenognatha capella
Neophaenognatha capella är en skalbaggsart som beskrevs av Peter Geoffrey Allsopp 1983. Neophaenognatha capella ingår i släktet Neophaenognatha och familjen Aclopidae. Inga underarter finns listade i Catalogue of Life.